# 蒙弗罗克
蒙弗罗克（法語：Montfroc，法語發音：[mɔ̃fʁɔk]）是法国德龙省的一个市镇，属于尼永斯区。

## 地理
蒙弗罗克（44°10'29"N, 5°38'20"E）面积14.76 平方千米，位于法国奥弗涅-罗讷-阿尔卑斯大区德龙省，该省份为法国东南部内陆省份，北起顺时针与伊泽尔省、上阿尔卑斯省、上普罗旺斯阿尔卑斯省、沃克吕兹省和阿尔代什省接壤。
与蒙弗罗克接壤的市镇（或旧市镇、城区）包括：米拉瓦伊新堡、屈雷勒、莱索梅尔格、勒多尔捷、拉罗什日龙、埃加莱、拉绍。

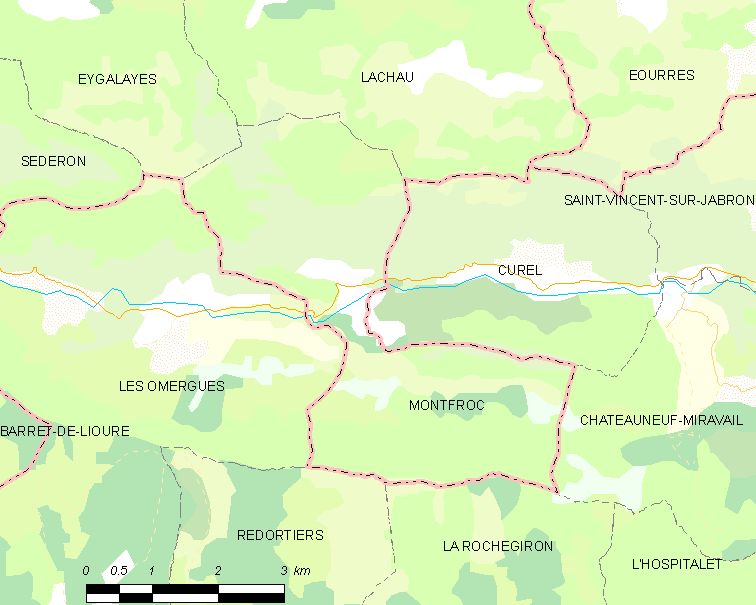
蒙弗罗克的OSM定位图

蒙弗罗克的时区为UTC+01:00、UTC+02:00（夏令时）。

## 行政
蒙弗罗克的邮政编码为26560，INSEE市镇编码为26200。

## 政治
蒙弗罗克所属的省级选区为尼永斯-巴罗尼县。

## 人口

1962-2008年间蒙弗罗克人口变化图示

蒙弗罗克于2022年1月1日时的人口数量为101人。